# São Francisco de Itabapoana
São Francisco de Itabapoana est une municipalité brésilienne de la microrégion de Campos dos Goytacazes.